# マワルセカイ
「マワルセカイ」とは夢みるアドレセンスの3枚目のシングル。2014年4月22日にリリース。メンバー個人ジャケットと集合ジャケットの6タイプがある。

## 解説
agehaspringsが夢みるアドレセンスを初めて楽曲プロデュースした曲となる。
それまでにリリースされた曲のいわゆるアイドル路線のかわいらしい曲調から一転、ギター音などが際だったロック調の楽曲となる。
ジャケットやミュージックビデオでの衣装はブレザーの制服を着崩した風の衣装で、インナーシャツはそれぞれのメンバーカラーとなっている。
夢みるアドレセンスにとって初の全国流通のCDとなり、また初めてベスト10にランクインした作品ともなり、夢みるアドレセンスにとって転機となるシングルとなった。

### JUMP!
ライブでこの曲の披露中には夢みるアドレセンスのメンバー・観客ともにタオルを頭上で回すのが恒例となっている。(ミュージックビデオもライブ風景を模したものとなっている)
ライブではアンコール前の最後の曲もしくはアンコール曲として歌われる事が多い。
この曲が収録されているアルバム「第一思春期。」においても最後から2番目に収録されており、最後に収録されている「秘密」をアンコール曲とみなすとライブ同様、ラストとなる。

## 収録曲
| #  | タイトル                                       | 作詞     | 作曲     | 編曲            |
| -- | ---------------------------------------------- | -------- | -------- | --------------- |
| 1. | 「マワルセカイ」                               | 美音子   | 長沼良   | Integral Clover |
| 2. | 「涙が出るくらい 伝えたい想い」                | 秋浦智裕 | 中野領太 | 成瀬裕介        |
| 3. | 「JUMP!」                                      | 鈴木静那 | 山本祐介 | 山本祐介        |
| 4. | 「マワルセカイ (instrumental)」                |          |          |                 |
| 5. | 「涙が出るくらい 伝えたい想い (instrumental)」 |          |          |                 |
| 6. | 「JUMP! (instrumental)」                       |          |          |                 |